# Listă de filme de groază din 2008
Aceasta este o listă de filme de groază din 2008.
| Titlu                                                            | Regizor | Distribuție                                                                            | Țara | Note                         |
| ---------------------------------------------------------------- | --- | -------------------------------------------------------------------------------------- | --- | ---------------------------- |
| 4bia                                                             | Banjong Pisanthanakun, Paween Purikitpanya, Yongyoot Thongkongtoon, Parkpoom Wongpoom                                 | Laila Boonyasak, Apinya Sakuljaroensuk, Maneerat Kham-uan                              | Thailanda                                                                                                  | [ 1 ]                        |
| The 13th Alley                                                   | Bobb Hopkins | Robert Carradine, Shayne Lamas, David Kors                                             | Statele Unite ale Americii                                                                                 | [ 2 ]                        |
| 100 Feet                                                         | Eric Red | Famke Janssen, Bobby Cannavale, Ed Westwick                                            | Statele Unite ale Americii                                                                                 |                              |
| Able                                                             | Marc Robert |                                                                                        | Germania · Statele Unite ale Americii                                                                      | [ 3 ]                        |
| Accuracy of Death                                                | Masaya Kakei | Sumiko Fuji, Manami Konishi, Takeshi Kaneshiro                                         | Japonia | [ 4 ]                        |
| Acolytes                                                         | Jon Hewitt | Hanna Mangan-Lawrence, Joshua Payne, Belinda McClory                                   | Statele Unite ale Americii                                                                                 |                              |
| Alien Raiders                                                    | Ben Rock | Carlos Bernard, Rockmond Dunbar, Mathew St. Patrick                                    | Statele Unite ale Americii                                                                                 | [ 5 ]                        |
| The Alphabet Killer                                              | Rob Schmidt | Eliza Dushku, Cary Elwes, Timothy Hutton                                               | Statele Unite ale Americii                                                                                 | Direct-to-video              |
| Amateur Porn Star Killer 2                                       | Shane Ryan | Kai Lanette, Shane Ryan                                                                | Statele Unite ale Americii                                                                                 | [ 7 ]                        |
| Animals                                                          | Douglas Aarniokoski                                                                                                   | Marc Blucas, Naveen Andrews, Nicki Aycox                                               | Statele Unite ale Americii                                                                                 | Direct-to-video              |
| Autopsy                                                          | Adam Gierasch | Robert Patrick, Jenette Goldstein                                                      | Statele Unite ale Americii                                                                                 |                              |
| Amusement                                                        | John Simpson | Katheryn Winnick, Laura Breckenridge, Jessica Lucas                                    | Statele Unite ale Americii                                                                                 | [ 9 ]                        |
| Anaconda 3: Offspring                                            | Don E. Faunt LeRoy | Crystal Allen, David Hasselhoff, John Rhys-Davies                                      | Statele Unite ale Americii                                                                                 | Television film              |
| April Fool's Day                                                 | Mitchell Altieri, Phil Flores                                                                                         | Scout Taylor-Compton, Sabrina Aldridge, Josh Henderson                                 | Statele Unite ale Americii                                                                                 | Direct-to-video, film remake |
| Asylum                                                           | David R. Ellis | Sarah Roemer, Lin Shaye                                                                | Statele Unite ale Americii                                                                                 | [ 12 ]                       |
| At the House of Madness                                          | Steve Sessions | Donna Hamblin, Donny Versiga, Danin Drahos                                             | Statele Unite ale Americii                                                                                 |                              |
| Attitude for Destruction                                         | Ford Austin | Jed Rowen, Monte Hunter, Tanya Sabat                                                   | Statele Unite ale Americii                                                                                 | [ 13 ]                       |
| Ba'al                                                            | Paul Ziller | Cedric De Souza, Lexa Doig, Zen Shane Lim                                              | Statele Unite ale Americii                                                                                 | [ 14 ]                       |
| Baby Blues                                                       | Lars Jacobson, Amardeep Kaleka                                                                                        | Colleen Porch, Ridge Canipe, Kali Majors                                               | Statele Unite ale Americii                                                                                 |                              |
| Babysitter Wanted                                                | Jonas Barnes, Michael Manasseri                                                                                       | Sarah Thompson, Matt Dallas, Kristen Dalton                                            | Statele Unite ale Americii                                                                                 | [ 15 ]                       |
| Bad Biology                                                      | Frank Henenlotter | Charlee Danielson, Anthony Sneed, Tom Kohut                                            | Statele Unite ale Americii                                                                                 | [ 16 ]                       |
| Backwoods                                                        | Marty Weiss | Haylie Duff, Ryan Merriman, Mimi Michaels                                              | Statele Unite ale Americii                                                                                 | [ 17 ]                       |
| Banshee!!!                                                       | Colin Theys | Ashley Bates, Iris McQuillan, Troy Walcott                                             | Statele Unite ale Americii                                                                                 |                              |
| Timo Rose's Beast                                                | Timo Rose | Thomas Kercmar, Raine Brown, Joe Zaso                                                  | Germania                                                                                                   |                              |
| Beast Within                                                     | Wolf Wolff, Ohmuti | Anna Breuer, Alex Attimonelli, Marvin Gronen                                           | Germania                                                                                                   | [ 18 ]                       |
| Because There Are Things We Never Forget                         | Lucas M. Figueroa | Giulio Baldari, Fabio Cannavaro, Emiliana Olmedo                                       | Argentina                                                                                                  |                              |
| Bedfellows                                                       | Drew Daywalt | Kerry Finlayson, Edin Gali, Peter Giliberti                                            | Statele Unite ale Americii                                                                                 | Short film                   |
| Beyond the Dunwich Horror                                        | Richard Griffin | Sarah Nicklin, Jeff Dylan Graham, Ruth Sullivan                                        | Statele Unite ale Americii                                                                                 | [ 19 ]                       |
| Beyond Loch Ness                                                 | Paul Ziller | Brian Krause, Carrie Genzel, Niall Matter                                              | Canada |                              |
| Beyond the Rave                                                  | Matthias Hoene | Sadie Frost, Sebastian Knapp, Axelle Carolyn                                           | Regatul Unit al Marii Britanii și al Irlandei de Nord                                                      |                              |
| Bikini Bloodbath Car Wash                                        | Jonathan Gorman, Thomas Edward Seymour                                                                                | Debbie Rochon, Russ Russo, Sheri Lynn                                                  | Statele Unite ale Americii                                                                                 | [ 20 ]                       |
| Bitten                                                           | Harvey Glazer | Erica Cox, Jason Mewes, Amy Lynn Grover                                                | Statele Unite ale Americii                                                                                 |                              |
| Blitzkrieg: Escape from Stalag 69                                | Keith J. Cocker, | Tatyana Kot, Charles Esser, Wayne Chang                                                | Statele Unite ale Americii                                                                                 |                              |
| Blood Red Earth                                                  | J.T. Petty | Larry Fessenden, Pearl Sandy, Malajia Parsons                                          | Statele Unite ale Americii                                                                                 |                              |
| Bloodlock                                                        | William Victor Schotten                                                                                               | Debra Gordon, Ashley Gallo, Gregg Biamonte                                             | Statele Unite ale Americii                                                                                 | [ 21 ]                       |
| Bloodwine                                                        | Patrick Keith | Melissa Johnson, Lora Meins, Christina DeYoung                                         | Statele Unite ale Americii                                                                                 | [ 22 ]                       |
| Bonnie & Clyde vs. Dracula                                       | Timothy Friend | Jordan Baranowski, Anita Cordell, Ari Bavel                                            | Statele Unite ale Americii                                                                                 | [ 23 ]                       |
| Boogeyman 3                                                      | Gary Jones | Erin Cahill, Chuck Hittinger, Mimi Michaels                                            | Statele Unite ale Americii                                                                                 | [ 24 ]                       |
| Book of Blood                                                    | John Harrison | Jonas Armstrong, Sophie Ward, Reg Fuller                                               | Statele Unite ale Americii                                                                                 | [ 25 ]                       |
| Boston Strangler: The Untold Story                               | Michael Feifer | David Faustino, Jen Nikolaisen, Corin Nemec                                            | Statele Unite ale Americii                                                                                 |                              |
| Mud Zombies                                                      | Rodrigo Aragão |                                                                                        | Brazilia                                                                                                   | [ 26 ]                       |
| The Burrowers                                                    | J.T. Petty | Jocelin Donahue, William Mapother, Harley Coriz                                        | Statele Unite ale Americii                                                                                 | [ 27 ]                       |
| Bundy: An American Icon                                          | Michael Feifer | Corin Nemec, Jen Nikolaisen, David DeLuise                                             | Statele Unite ale Americii                                                                                 | [ 28 ]                       |
| Caesar and Otto's Summer Camp Massacre                           | Dave Campfield | Felissa Rose, Joe Estevez, Ken MacFarlane                                              | Statele Unite ale Americii                                                                                 |                              |
| Carver                                                           | Franklin Guerrero Jr                                                                                                  | Matt Carmody, Neil Kubath, Erik Fones                                                  | Statele Unite ale Americii                                                                                 |                              |
| The Children                                                     | Tom Shankland | Eva Birthistle, Eva Sayer, Jeremy Sheffield                                            | Regatul Unit al Marii Britanii și al Irlandei de Nord                                                      | [ 29 ]                       |
| The Coffin                                                       | Ekachai Uekrongtham                                                                                                   | Florence Faivre, Aki Shibuya, Karen Mok                                                | Coreea de Sud · Singapore · Thailanda · Statele Unite ale Americii                                         | [ 30 ]                       |
| Colin                                                            | Marc Price | Tat Whalley, Dominic Burgess, Rami Hilmi                                               | Regatul Unit al Marii Britanii și al Irlandei de Nord                                                      | [ 31 ]                       |
| Creep                                                            | Drew Daywalt, David Schneider                                                                                         | Molly Beck Ferguson, Paul Hungerford                                                   | Statele Unite ale Americii                                                                                 | Short film                   |
| Cloverfield                                                      | Matt Reeves | Lizzy Caplan, Jessica Lucas, T.J. Miller                                               | Statele Unite ale Americii                                                                                 | [ 33 ]                       |
| Cold Prey 2                                                      | Mats Stenberg | Viktoria Winge, Marthe Snorresdotter Rovik, Ingrid Bolsø Berdal                        | Norvegia                                                                                                   | [ 34 ]                       |
| Conjurer                                                         | Clint Hutchison | Andrew Bowen, Maxine Bahns, Terrence Gibney                                            | Statele Unite ale Americii                                                                                 | [ 35 ]                       |
| The Cottage                                                      | Paul Andrew Williams                                                                                                  | Andy Serkis, Reece Shearsmith, Jennifer Ellison                                        | Regatul Unit al Marii Britanii și al Irlandei de Nord                                                      | [ 36 ]                       |
| Credo                                                            | Toni Harman | MyAnna Buring, Clayton Watson, Mark Joseph, Nathalie Pownall, Rhea Bailey, Chris Jamba | Regatul Unit al Marii Britanii și al Irlandei de Nord                                                      | Direct-to-video              |
| The Curse of Lizzie Borden 2: Prom Night                         | Eric Swelstad | Roxy Darr, Monte Hunter, Jeanine Orci                                                  | Statele Unite ale Americii                                                                                 | [ 37 ]                       |
| Dance of the Dead                                                | Gregg Bishop | Jared Kusnitz, Carissa Capobianco, Dave R. Watkins                                     | Statele Unite ale Americii                                                                                 | [ 38 ]                       |
| Dark Floors                                                      | Pete Riski | Skye Bennett, Philip Bretherton, William Hope, Ronald Pickup, Leon Herbert             | Finlanda                                                                                                   | [ 39 ]                       |
| The Dark Lurking                                                 | Gregory Connors | Aash Aaron, Ozzie Devrish, Tonia Renee                                                 | Statele Unite ale Americii                                                                                 | [ 40 ]                       |
| Dark Reel                                                        | Josh Eisenstadt | Lance Henriksen, Edward Furlong, Tiffany Shepis                                        | Statele Unite ale Americii                                                                                 | [ 41 ]                       |
| Day of the Dead                                                  | Steve Miner | Christa Campbell, Nick Cannon                                                          | Statele Unite ale Americii                                                                                 | Direct-to-video              |
| Dead and Gone                                                    | Yossi Sasson | Felissa Rose, Zack Ward, Marilyn Ghigliotti                                            | Statele Unite ale Americii                                                                                 | [ 42 ]                       |
| Dead Country                                                     | Andrew Merkelbach | William Malone, Janet Tracy Keijser, Lloyd Kaufman                                     | Australia                                                                                                  | [ 43 ]                       |
| Dead by Dawn                                                     | Nigel Hartwell | Anthony Cortese, Charles Wahl, Tiffany Edwardsen                                       | Canada | [ 44 ]                       |
| Dead Fury                                                        | Frank Sudol | Frank Sudol                                                                            | Statele Unite ale Americii                                                                                 | Animation                    |
| Deadgirl                                                         | Marcel Sarmiento & Gadi Harel                                                                                         | Michael Bowen, Noah Segan, Candice Accola, Shiloh Fernandez                            | Statele Unite ale Americii                                                                                 |                              |
| Death Bell                                                       | Chang (Yoon Hong-seung)                                                                                               | Lee Beom-soo, Kim Beom, Nam Gyu-ri                                                     | Coreea de Sud                                                                                              |                              |
| Death of Evil                                                    | Damian Chapa | Damian Chapa, Natasha Blasick, Steve Nave                                              | Statele Unite ale Americii                                                                                 | [ 45 ]                       |
| The Death Factory Bloodletting                                   | Sean Tretta | Josh Bingenheimer, Shareese Hegna, David C. Hayes                                      | Statele Unite ale Americii                                                                                 | [ 46 ]                       |
| Deaths Door                                                      | George Scileppi | Alicia Petides, Yuri Lowenthal, Kristen Pfeifer                                        | Statele Unite ale Americii                                                                                 | [ 47 ]                       |
| Demon Divas and the Lanes of Damnation                           | Mike Watt | Debbie Rochon, Amy Lynn Best, Sofiya Smirnova                                          | Statele Unite ale Americii                                                                                 | Direct-to-video              |
| Demon Kiss                                                       | Dennis Devine | Stacy Glassgold, Thomas Michael Clemons, Sally Fay Dalton                              | Statele Unite ale Americii                                                                                 | [ 48 ]                       |
| The Devil's Ground                                               | Michael Bafaro | Daryl Hannah, Luke Camilleri, Leah Gibson                                              | Statele Unite ale Americii                                                                                 | [ 49 ]                       |
| The Devil's Music                                                | Pat Higgins | Cy Henty, Victoria Hopkins, Eleanor James                                              | Regatul Unit al Marii Britanii și al Irlandei de Nord                                                      | [ 50 ]                       |
| Diary of the Dead                                                | George A. Romero | Michele Morgan, Joshua Close, Shawn Roberts                                            | Statele Unite ale Americii                                                                                 | [ 51 ]                       |
| Die Bienen – Tödliche Bedrohung                                  | Michael Karen | Sonja Kirchberger, Klaus J. Behrendt, Janin Reinhardt                                  | Germania                                                                                                   | [ 52 ]                       |
| The Disappeared                                                  | Johnny Kevorkian | Finlay Robertson, Tom Felton, Nikki Amuka-Bird                                         | Regatul Unit al Marii Britanii și al Irlandei de Nord                                                      |                              |
| Dorothy Mills                                                    | Agnès Merlet | Carice van Houten, Jenn Murray, Ger Ryan, Gavin O'Connor                               | Franța | [ 53 ]                       |
| Dying God                                                        | Fabrice Lambot | Lance Henriksen, James Horan, Misty Mundae                                             | Franța | [ 54 ]                       |
| Eat Your Heart Out                                               | James Tucker | Joshua Nelson, Frank Campana, Alan Rowe Kelly                                          | Statele Unite ale Americii                                                                                 |                              |
| The Echo                                                         | Yam Laranas | Jesse Bradford, Amelia Warner, Iza Calzado                                             | Statele Unite ale Americii                                                                                 | [ 55 ]                       |
| Eden Lake                                                        | James Watkins | Kelly Reilly, Michael Fassbender, Jack O'Connell                                       | Regatul Unit al Marii Britanii și al Irlandei de Nord                                                      | [ 56 ]                       |
| Evil Calls: The Raven                                            | Richard Driscoll | Christopher Walken, Eileen Daly, Rik Mayall                                            | Regatul Unit al Marii Britanii și al Irlandei de Nord                                                      |                              |
| Excision                                                         | Richard Bates Jr. | Nelson Franklin, Paul Fahrenkopf, Tessa Ferrer                                         | Statele Unite ale Americii                                                                                 |                              |
| The Eye                                                          | David Moreau, Xavier Palud                                                                                            | Jessica Alba                                                                           | Statele Unite ale Americii                                                                                 | Film remake                  |
| The Facts in the Case of Mister Hollow                           | Rodrigo Gudiño, Vincent Marcone                                                                                       | Lea Lawrynowicz, Tony Morrone, Julian Richings                                         | Canada | Animation                    |
| Farmhouse                                                        | George Bessudo | Jamie Anne Allman, Flynn Beck, Jack Donner                                             | Statele Unite ale Americii                                                                                 | [ 58 ]                       |
| Fearmakers                                                       | Timo Rose | Thomas Kercmar, Debbie Rochon, Manoush                                                 | Germania                                                                                                   |                              |
| Feast 2: Sloppy Seconds                                          | John Gulager | Jenny Wade, Cassie Shea Watson, Diane Ayala Goldner                                    | Statele Unite ale Americii                                                                                 | [ 59 ]                       |
| Fetus                                                            | Brian Paulin | Joe Olson, Kevin Barbare, Ernest Hutcherson                                            | Statele Unite ale Americii                                                                                 |                              |
| Fog Warning                                                      | Christopher Ward |                                                                                        | Statele Unite ale Americii                                                                                 | [ 60 ]                       |
| Frat House Massacre                                              | Alex Pucci | Rane Jameson, Michael Galante, Lisa DiCicco                                            | Statele Unite ale Americii                                                                                 | [ 61 ]                       |
| Frozen                                                           | Jon McMahand | Debbie Bledsoe, Jon McMahand,                                                          | Statele Unite ale Americii                                                                                 | [ 62 ]                       |
| The Gates of Hell                                                | Kelly Dolen | Amy Beckwith, Bradley Tomlinson, Samantha Noble                                        | Australia                                                                                                  |                              |
| Gingerdead Man 2: Passion of the Crust                           | Silvia St. Croix | Junie Hoang, Pieter Christian Colson, Frank Nicotero                                   | Statele Unite ale Americii                                                                                 | [ 63 ]                       |
| Gonger – Das Böse vergisst nie                                   | Christian Theede | Bela B., Vadim Glowna, Manuel Cortez                                                   | Germania                                                                                                   |                              |
| Good Will Evil                                                   | Lin Yu-Fen, Wang Ming-Chan                                                                                            | Terri Kwan, Tammy Chen, Leon Dai, Lu Yi-Ching, Cindy Chi, Chen Wen-Cheng               | Taiwan |                              |
| Goth                                                             | Gen Takahashi | Kanata Hongô, Rin Takanashi, Sotaro Yasuda                                             | Japonia | [ 64 ]                       |
| Grave Mistakes                                                   | Chris LaMartina | Shane Elliott, John Beck, Ryan Thomas                                                  | Statele Unite ale Americii                                                                                 | [ 65 ]                       |
| Grizzly Park                                                     | Tom Skull | Glenn Morshower, Emily Foxler, Randy Wayne                                             | Statele Unite ale Americii                                                                                 |                              |
| Gutterballs                                                      | Ryan Nicholson | Scott Alonzo, Saraphina Bardeaux                                                       | Canada | [ 66 ]                       |
| Haunted Echoes                                                   | Harry Bromley Davenport                                                                                               | David Starzyk, Juliet Landau, M. Emmet Walsh                                           | Statele Unite ale Americii                                                                                 | [ 67 ]                       |
| The Haunting of Molly Hartley                                    | Mickey Liddell | Haley Bennett, Chace Crawford, Jake Weber                                              | Statele Unite ale Americii                                                                                 |                              |
| Hellbinders                                                      | Mitch Gould, Hiro Koda                                                                                                | Richard Cetrone, Kamila Korz, Ray Park                                                 | Statele Unite ale Americii                                                                                 | [ 68 ]                       |
| Hell House: The Book of Samiel                                   | Jason Morris | Mike Carlis, Jessica Marie, Geof Libby, Sheila Kraicks                                 | Statele Unite ale Americii                                                                                 | [ 69 ]                       |
| The Hiding                                                       | Ramon Hamilton | Cassidy Brown, Jourdan Van Eman, Maya Gilbert                                          | Statele Unite ale Americii                                                                                 | [ 70 ]                       |
| The Hive                                                         | Peter Manus | Kal Weber, Elizabeth Healey, Jessica Reavis                                            | Statele Unite ale Americii                                                                                 | [ 71 ]                       |
| Home Movie                                                       | Christopher Denham | Adrian Pasdar, Cady McClain, Amber Joy Williams                                        | Statele Unite ale Americii                                                                                 | [ 72 ]                       |
| Horror House                                                     | Chad Martin | Emily Fradenburgh, Anna Klemp, Justen Overlander                                       | Statele Unite ale Americii                                                                                 |                              |
| The Horribly Slow Murderer with the Extremely Inefficient Weapon | Richard Gale | Michael James Kacey, Fay Kato, Melissa Paladino                                        | Statele Unite ale Americii                                                                                 | Short film                   |
| The Horror Vault                                                 | David Boone, Josh Card, Russ Diapper, Mark Marchillo, Kenny Selko, Kim Sønderholm, Thomas Steen Sørensen, J.P. Wenner | Jonathon Trent, Martin Frislev Ammitsbøl, Mandy Amano                                  | Statele Unite ale Americii · Danemarca · Australia · Regatul Unit al Marii Britanii și al Irlandei de Nord |                              |
| Hot Rod Horror                                                   | Darrell Mapson | Alexandra Gorman, Willy Ortlieb, Mark MacPherson                                       | Statele Unite ale Americii                                                                                 | [ 73 ]                       |
| House of Usher                                                   | David DeCoteau | Michael Cardelle, Jill Jacobson, Jaimyse Haft                                          | Statele Unite ale Americii                                                                                 | [ 74 ]                       |
| How to Be a Serial Killer                                        | Luke Ricci | Laura Regan, Dameon Clarke, George Wyner                                               | Statele Unite ale Americii                                                                                 | [ 75 ]                       |
| Hurt                                                             | Barbara Stepansky | Jackson Rathbone, Melora Walters, William Mapother                                     | Statele Unite ale Americii                                                                                 |                              |
| I will never Die alone                                           | Adrián García Bogliano                                                                                                | Andres Aramburu, Rolf Garcia, Gimena Blesa                                             | Argentina                                                                                                  |                              |
| I Can See You                                                    | Graham Reznick | Ben Dickinson, Olivia Villanti, Larry Fessenden                                        | Statele Unite ale Americii                                                                                 | [ 76 ]                       |
| iMurders                                                         | Robbie Bryan | Brooke Lewis, William Forsythe, Tony Todd                                              | Statele Unite ale Americii                                                                                 |                              |
| Infected                                                         | Adam Weissman | Maxim Roy, Gil Bellows, Glenda Braganza                                                | Canada | [ 77 ]                       |
| Insanitarium                                                     | Jeff Buhler | Jesse Metcalfe, Lisa Arturo, Peter Stormare                                            | Statele Unite ale Americii                                                                                 | [ 78 ]                       |
| Into the Woods                                                   | Phil Herman | Lilith Stabbs, Dave Castiglione, Nancy Feliciano                                       | Statele Unite ale Americii                                                                                 |                              |
| The Invisible Chronicles                                         | David DeCoteau |                                                                                        | Statele Unite ale Americii                                                                                 | [ 79 ]                       |
| Isle of the Damned                                               | Mark Colegrove | Jared Books, Aimee Cummings, Megan Mundane                                             | Statele Unite ale Americii                                                                                 |                              |
| It´s Alive                                                       | Josef Rusnak | Bijou Phillips, Raphael Coleman, James Murray                                          | Statele Unite ale Americii                                                                                 | Remake                       |
| Kemper                                                           | Rick Bitzelberger | Robin DeMarco, Robert Sisko, Samantha Colburn                                          | Statele Unite ale Americii                                                                                 | Television film              |
| Killer Movie                                                     | Jeff Fisher | Leighton Meester, Paul Wesley                                                          | Statele Unite ale Americii                                                                                 | [ 81 ]                       |
| Killer Pad                                                       | Robert Englund | Daniel Franzese, Eric Jungmann, Shane McRae                                            | Statele Unite ale Americii                                                                                 |                              |
| Kill Theory                                                      | Chris Moore | Don McManus, Ryanne Duzich, Teddy Dunn, Patrick Flueger                                | Statele Unite ale Americii                                                                                 | [ 82 ]                       |
| Lake Mungo                                                       | Joel Anderson | Scott Terrill, Talia Zucker, Scott Terrill                                             | Australia                                                                                                  |                              |
| Last of the Living                                               | Logan McMillan | Robert Faith, Ashleigh Southam, Emily Paddon-Brown                                     | Noua Zeelandă                                                                                              | [ 83 ]                       |
| Left Bank                                                        | Pieter Van Hees | Eline Kuppens, Frank Vercruyssen, Sien Eggers                                          | Belgia |                              |
| Let the Right One In                                             | Tomas Alfredson | Kåre Hedebrant, Lina Leandersson, Per Ragnar                                           | Suedia | [ 84 ]                       |
| Live Animals                                                     | Jeremy Benson | John Still, Christian Walker, Patrick Cox                                              | Statele Unite ale Americii                                                                                 | [ 85 ]                       |
| Loner                                                            | Park Jae-sik | Ko Eun-ah, Jeong Yoo-seok, Chae Min-seo                                                | Coreea de Sud                                                                                              |                              |
| Long Weekend                                                     | Jamie Blanks | James Caviezel, Claudia Karvan                                                         | Australia                                                                                                  | Direct-to-video              |
| Lost Boys 2: The Tribe                                           | P.J. Pesce | Tad Hilgenbrink, Angus Sutherland, Autumn Reeser                                       | Statele Unite ale Americii                                                                                 | Direct-to-video              |
| Loved Ones                                                       | Shawn Cain | Chuck Williams, Neil D'Monte, Stefano Capone                                           | Statele Unite ale Americii                                                                                 | [ 88 ]                       |
| The Machine Girl                                                 | Noboru Iguchi | Minase Yashiro, Asami, Ryōsuke Kawamura                                                | Statele Unite ale Americii · Japonia                                                                       |                              |
| Magus                                                            | John Lechago | Eva Derrek, Lea Downey, Beth Cheng                                                     | Statele Unite ale Americii                                                                                 |                              |
| Make-out with Violence                                           | Deagol Brothers | Eric Lehning, Cody DeVos, Leah High                                                    | Statele Unite ale Americii                                                                                 |                              |
| Mamá                                                             | Andres Muschietti | Berta Ros, Victoria Harris, Irma Monroig                                               | Spania |                              |
| Midnight Movie                                                   | Jack Messitt | Michael Schwartz, Michael Swan, Brea Grant                                             | Statele Unite ale Americii                                                                                 | [ 89 ]                       |
| Monster                                                          | Erik Estenberg | Sarah Lieving, Erin Sullivan, Jennifer Kim                                             | Statele Unite ale Americii                                                                                 | [ 90 ]                       |
| Monster from Bikini Beach                                        | Darin Wood | Tess Thomas, Amber Kloss, Laura Stahl                                                  | Statele Unite ale Americii                                                                                 |                              |
| Murder Loves Killers Too                                         | Drew Barnhardt | Allen Andrews, Scott Christian, Christine Haeberman                                    | Statele Unite ale Americii                                                                                 | [ 91 ]                       |
| Mutant Vampire Zombies From the Hood                             | Thunder Levin | C. Thomas Howell, Rachel Montez Collins, Robert Wu                                     | Statele Unite ale Americii                                                                                 | [ 92 ]                       |
| Never Cry Werewolf                                               | Brenton Spencer | Nina Dobrev, Kevin Sorbo, Peter Stebbings                                              | Canada | [ 93 ]                       |
| Night Watcher                                                    | Will Gordh | Daniel Vincent Gordh, Rachel Owens, Robert Petrarca                                    | Statele Unite ale Americii                                                                                 |                              |
| Nite Tales                                                       | Deon Taylor | Andrea Bogart, Dante Basco, Flavor Flav                                                | Statele Unite ale Americii                                                                                 | [ 94 ]                       |
| No Man's Land: The Rise of Reeker                                | Dave Payne | Michael Muhney                                                                         | Statele Unite ale Americii                                                                                 |                              |
| Nu-Meri: Book of the New Spawn                                   | Yûichi Kanemaru | Chiharu Komatsu, Gô Ibuki, Ai Fukaya                                                   | Japonia | [ 95 ]                       |
| O.C. Babes and the Slasher of Zombietown                         | Creep Creepersin | Elissa Dowling, Cody Cowell, Noelle Balfour                                            | Statele Unite ale Americii                                                                                 | [ 96 ]                       |
| Offspring                                                        | Andrew Van Den Houten                                                                                                 | Art Hindle, Pollyanna McIntosh, Spencer List                                           | Statele Unite ale Americii                                                                                 | [ 97 ]                       |
| Ogre                                                             | Steven R. Monroe | Brendan Fletcher, Katharine Isabelle, Kimberley Warnat                                 | Canada · Statele Unite ale Americii                                                                        | [ 98 ]                       |
| Onechanbara                                                      | Yohei Fukuda | Taro Suwa, Eri Otoguro, Chise Nakamura, Manami Hashimoto                               | Japonia | [ 99 ]                       |
| One Missed Call                                                  | Eric Valette | Edward Burns, Shannyn Sossamon, Ana Claudia Talancón                                   | Statele Unite ale Americii                                                                                 | Film remake                  |
| The Open Door                                                    | Doc Duhame | Daniel Booko, David Alan Graf, Sarah Christine Smith                                   | Statele Unite ale Americii                                                                                 |                              |
| Otis                                                             | Tony Krantz | Illeana Douglas, Jere Burns, Jared Kusnitz                                             | Statele Unite ale Americii                                                                                 | [ 101 ]                      |
| Otto; or, Up With Dead People                                    | Bruce LaBruce | Jey Crisfar, Marcel Schlutt, Nicholas Fox Ricciardi                                    | Germania · Canada                                                                                          | [ 102 ]                      |
| Outpost                                                          | Steve Barker | Julian Rivett, Ray Stevenson, Richard Brake                                            | Regatul Unit al Marii Britanii și al Irlandei de Nord                                                      |                              |
| Parasomnia                                                       | William Malone | Dylan Purcell, Jeffrey Combs, Cherilyn Wilson                                          | Statele Unite ale Americii                                                                                 | [ 103 ]                      |
| Philosophy of a Knife                                            | Andrey Iskanov | Yukari Fujimoto, Svyatoslav Iliyasov, Manoush                                          | Rusia · Statele Unite ale Americii                                                                         |                              |
| Phoonk                                                           | Ram Gopal Varma | Anu Ansari, Shrey Bawa, Ahsaas Channa                                                  | India |                              |
| Pig Hunt                                                         | James Isaac | Tina Huang, Travis Aaron Wade, Rajiv Shah                                              | Statele Unite ale Americii                                                                                 | [ 104 ]                      |
| Pink Eye                                                         | James Tucker | Melissa Bacelar, Zoë Daelman Chlanda, Emma Hinz                                        | Statele Unite ale Americii                                                                                 | [ 105 ]                      |
| Plaguers                                                         | Brad Sykes | Jared Michaels, Alexis Zibolis, Steve Railsback                                        | Statele Unite ale Americii                                                                                 | [ 106 ]                      |
| Playing with Fire                                                | David DeCoteau |                                                                                        | Statele Unite ale Americii                                                                                 | [ 107 ]                      |
| Pontypool                                                        | Bruce McDonald | Georgina Reilly, Boyd Banks, Lisa Houle                                                | Canada | [ 108 ]                      |
| Porn Horror Movie                                                | Adam Fields | Ron Jeremy, Amber Benson, Charles Napier, Veronica Hart                                | Statele Unite ale Americii                                                                                 |                              |
| Prom Night                                                       | Nelson McCormick | Brittany Snow, Scott Porter, Jessica Stroup                                            | Statele Unite ale Americii                                                                                 | Film remake                  |
| Pulse 2: Afterlife                                               | Joel Soisson | Noureen DeWulf, Brittany Finamore, Jamie Bamber                                        | Statele Unite ale Americii                                                                                 | Direct-to-video              |
| Pulse 3: Invasion                                                | Joel Soisson | Rider Strong, Jamie Bamber, Karley Scott Collins                                       | Statele Unite ale Americii                                                                                 | Direct-to-video              |
| Punk Rock Holocaust 2                                            | Doug Sakmann | Lloyd Kaufman, Kevin Lyman, James Christopher Black                                    | Statele Unite ale Americii                                                                                 | [ 112 ]                      |
| Quarantine                                                       | John Erick Dowdle, Drew Dowdle                                                                                        | Jennifer Carpenter, Jay Hernandez, Johnathon Schaech                                   | Statele Unite ale Americii                                                                                 | [ 113 ]                      |
| Red Canyon                                                       | Giovanni Rodriguez | Christine Lakin, Noah Fleiss, Norman Reedus                                            | Statele Unite ale Americii                                                                                 | [ 114 ]                      |
| The Red Hours                                                    | John Fallon | Deke Richards, Amy Wickenheiser, Heather Westwood                                      | Canada |                              |
| Red Mist                                                         | Paddy Breathnach | Arielle Kebbel, Christina Chong, MyAnna Buring                                         | Regatul Unit al Marii Britanii și al Irlandei de Nord                                                      | [ 115 ]                      |
| Reel Zombies                                                     | David J. Francis | Mike Masters, Tony Watt, Lloyd Kaufman                                                 | Canada | [ 116 ]                      |
| ReGOREgitated Sacrifice                                          | Lucifer Valentine | Maja Lee, Ameara Lavey, Allen Nasty                                                    | Canada · Statele Unite ale Americii                                                                        | [ 117 ]                      |
| Repo! The Genetic Opera                                          | Darren Lynn Bousman                                                                                                   | Anthony Head, Alexa Vega, Paul Sorvino                                                 | Statele Unite ale Americii                                                                                 | [ 118 ]                      |
| Rest Stop: Don't Look Back                                       | Joey Mendicino | Richard Tillman, Jessie Ward, Graham Norris                                            | Statele Unite ale Americii                                                                                 | [ 119 ]                      |
| Return to Sleepaway Camp                                         | Robert Hiltzik | Vincent Pastore, Jackie Tohn, Gregory Raposo                                           | Statele Unite ale Americii                                                                                 | [ 120 ]                      |
| Rock Monster                                                     | Declan O'Brien | Jon Polito, Natalie Denise Sperl, Niki Iliev                                           | Statele Unite ale Americii                                                                                 |                              |
| Manhunt                                                          | Patrik Syversen |                                                                                        | Norvegia                                                                                                   | [ 121 ]                      |
| The Ruins                                                        | Carter B. Smith | Jonathan Tucker, Jena Malone, Laura Ramsey                                             | Statele Unite ale Americii                                                                                 | [ 122 ]                      |
| Run! Bitch Run!                                                  | Joseph Guzman | Cheryl Lyone, Peter Tahoe, Christina DeRosa                                            | Statele Unite ale Americii                                                                                 | [ 123 ]                      |
| Sauna                                                            | Antti-Jussi Annila | Viktor Klimenko, Sonja Petäjäjärvi, Vilhelmiina Virkkunen                              | Finlanda                                                                                                   | [ 124 ]                      |
| Sasquatch Assault                                                | Andrew Gernhard | Greg Nutcher, Kevin Shea, Cuyle Carvin                                                 | Statele Unite ale Americii                                                                                 |                              |
| Saw V                                                            | David Hackl | Julie Benz, Meagan Good, Shawnee Smith                                                 | Statele Unite ale Americii                                                                                 | [ 125 ]                      |
| Sea Beast                                                        | Paul Ziller | Corin Nemec, Christie Laing, Daniel Wisler                                             | Statele Unite ale Americii                                                                                 |                              |
| Sebastian's Voodoo                                               | Joaquin Baldwin |                                                                                        | Statele Unite ale Americii                                                                                 | Animation                    |
| Second Coming                                                    | Jose Zambrano Cassella                                                                                                | Ruben Aleman, Haley Boyle, Bettye Keefer                                               | Honduras · Statele Unite ale Americii                                                                      | [ 126 ]                      |
| Semum                                                            | Hasan Karacadağ | Ayça İnci, Burak Hakkı, Cem Kurtoğlu                                                   | Turcia |                              |
| Seventh Moon                                                     | Eduardo Sanchez | Amy Smart, Tim Chiou, Dennis Chan                                                      | Statele Unite ale Americii                                                                                 | [ 127 ]                      |
| Shark Swarm                                                      | James A. Contner | Armand Assante, Daryl Hannah, Heather McComb                                           | Statele Unite ale Americii                                                                                 | [ 128 ]                      |
| Shark in Venice                                                  | Danny Lerner | Stephen Baldwin, Vanessa Johansson, Hilda van der Meulen                               | Statele Unite ale Americii                                                                                 | Animation                    |
| Shutter                                                          | Masayuki Ochiai | Joshua Jackson, Rachael Taylor, Megumi Okina, David Denman                             | Statele Unite ale Americii                                                                                 | Film remake                  |
| Slices                                                           | Lenny Lenox, Neil McCurry, Lance Polland, Steven Richards, Vito Trabucco                                              | Matthew Olivo, Trent Haaga, Lenny Lenox                                                | Statele Unite ale Americii                                                                                 | [ 130 ]                      |
| Southern Gothic                                                  | Jim Shollenberger | Sarah Hill, Ryan Dusek, Haley Strode                                                   | Statele Unite ale Americii                                                                                 | [ 131 ]                      |
| Spike                                                            | Robert Beaucage | Edward Gusts, Sarah Livingston Evans, Anna-Marie Wayne                                 | Statele Unite ale Americii                                                                                 | [ 132 ]                      |
| Spirits of the Fall                                              | Russ Diapper | Rami Hilmi, Caroline Boulton, Kelly-Marie Kerr                                         | Regatul Unit al Marii Britanii și al Irlandei de Nord                                                      |                              |
| Splatter Movie: The Director's Cut                               | Amy Lynn Best | Debbie Rochon, Nikki McCrea, Elske McCain                                              | Statele Unite ale Americii                                                                                 | [ 133 ]                      |
| Splinter                                                         | Toby Wilkins | Paulo Costanzo, Jill Wagner, Rachel Kerbs                                              | Statele Unite ale Americii                                                                                 | [ 134 ]                      |
| Spring Break Massacre                                            | Michael Hoffman Jr.                                                                                                   | Reggie Bannister, Aly Hartman, Jay Hayden                                              | Statele Unite ale Americii                                                                                 | [ 135 ]                      |
| Stag Night                                                       | Peter A. Dowling | Kip Pardue, Vinessa Shaw, Karl Geary                                                   | Statele Unite ale Americii                                                                                 |                              |
| The Strangers                                                    | Bryan Bertino | Liv Tyler, Scott Speedman                                                              | Statele Unite ale Americii                                                                                 | [ 136 ]                      |
| Strigoi                                                          | Faye Jackson | Catalin Paraschiv, Constantin Barbulescu, Rudi Rosenfeld                               | Regatul Unit al Marii Britanii și al Irlandei de Nord                                                      | [ 137 ]                      |
| Swamp Devil                                                      | David Winning | Mari-Pier Gaudet, Bruce Dern, Cindy Sampson                                            | Canada | [ 138 ]                      |
| Tales of the Dead                                                | Tim Rasmussen Jr., Merle Johnson                                                                                      | Rachel Grubb, Landyn Banx, Scarlet Salem                                               | Statele Unite ale Americii                                                                                 | [ 139 ]                      |
| Terribly Happy                                                   | Jakob Cedergren | Lars Brygmann, Kim Bodnia, Jakob Cedergren                                             | Danemarca                                                                                                  |                              |
| Terror Inside                                                    | Joe G. Lenders | Corey Feldman, Tanya Memme, Joe Abby                                                   | Statele Unite ale Americii                                                                                 | [ 140 ]                      |
| Text                                                             | Brian McCulley | Hanna Hall, Katrina Miller, Reggie Bannister                                           | Statele Unite ale Americii                                                                                 | [ 141 ]                      |
| Tokyo Gore Police                                                | Yoshihiro Nishimura                                                                                                   | Eihi Shiina, Itsuji Itao, Yukihide Benny                                               | Statele Unite ale Americii · Japonia                                                                       | [ 142 ]                      |
| Trailer Park of Terror                                           | Steven Goldmann | Priscilla Barnes, Stefanie Black, Jeanette Brox                                        | Statele Unite ale Americii                                                                                 | [ 143 ]                      |
| Train                                                            | Gideon Raff | Thora Birch, Derek Magyar, Gideon Emery, Kavan Reece, Gloria Votsis                    | Statele Unite ale Americii                                                                                 |                              |
| Treevenge                                                        | Jason Eisener | Jonathan Torrens, Kristin Slaney, Sarah Dunsworth                                      | Canada |                              |
| Tsunami Beach Club                                               | Anthony Fankhauser | Heidi Krilanovich, Herman Sinitzyn, Teresa Berkin                                      | Statele Unite ale Americii                                                                                 |                              |
| Zombie Apocalypse Now: A Zombie Hunter                           | Germán Magariños | Lloyd Kaufman, Verónica Fernandez, Santiago Rivas Cordero                              | Statele Unite ale Americii                                                                                 |                              |
| The Uninvited                                                    | Bob Badway | Marguerite Moreau, Zia Harris, Brittany Curran                                         | Statele Unite ale Americii                                                                                 | [ 144 ]                      |
| Vampire Party                                                    | Stephen Cafiero, Vincent Lobelle                                                                                      | Julie Fournier, Frédérique Bel, Tchéky Karyo                                           | Belgia · Luxemburg · Franța                                                                                | [ 145 ]                      |
| Vampyrer                                                         | Peter Pontikis |                                                                                        | Suedia | [ 146 ]                      |
| The Violent Kind                                                 | Geoffrey Pepos | Irina Björklund, Tony Longo, Julian Lee                                                | Statele Unite ale Americii                                                                                 |                              |
| Vipers                                                           | Bill Corcoran | Tara Reid, Genevieve Buechner, Corbin Bernsen                                          | Canada · Statele Unite ale Americii                                                                        | [ 147 ]                      |
| Wicked Lake                                                      | Zach Passero | Carlee Baker, Michael Esparza, Eryn Joslyn                                             | Statele Unite ale Americii                                                                                 | [ 148 ]                      |
| The Wild Man of the Navidad                                      | Duane Graves, Justin Meeks                                                                                            | Jacob Bargsley, James Bargsley, Kevin Bensmiller                                       | Statele Unite ale Americii                                                                                 | [ 149 ]                      |
| Wilderness                                                       | Amy Neswald | Vivien Kells, Andrew Garman, Kate Greer                                                | Statele Unite ale Americii                                                                                 | [ 150 ]                      |
| Yeti: Curse of the Snow Demon                                    | Paul Ziller | Crystal Lowe, Carly Pope, Peter DeLuise                                                | Canada · Statele Unite ale Americii                                                                        | [ 151 ]                      |
| Yoroi Samurai Zombie                                             | Tak Sakaguchi | Mitsuru Fukikoshi, Issei Ishida, Arata Yamanaka                                        | Japonia | [ 152 ]                      |
| You're Next 3: Pajama Party Massacre                             | Jason Stephenson | Elske McCain, Joe Knetter, Scarlet Salem                                               | Statele Unite ale Americii                                                                                 |                              |
| Zombie Strippers                                                 | Jay Lee | Robert Englund, Jenna Jameson, Joey Medina                                             | Statele Unite ale Americii                                                                                 | [ 153 ]                      |